# Pou Chen

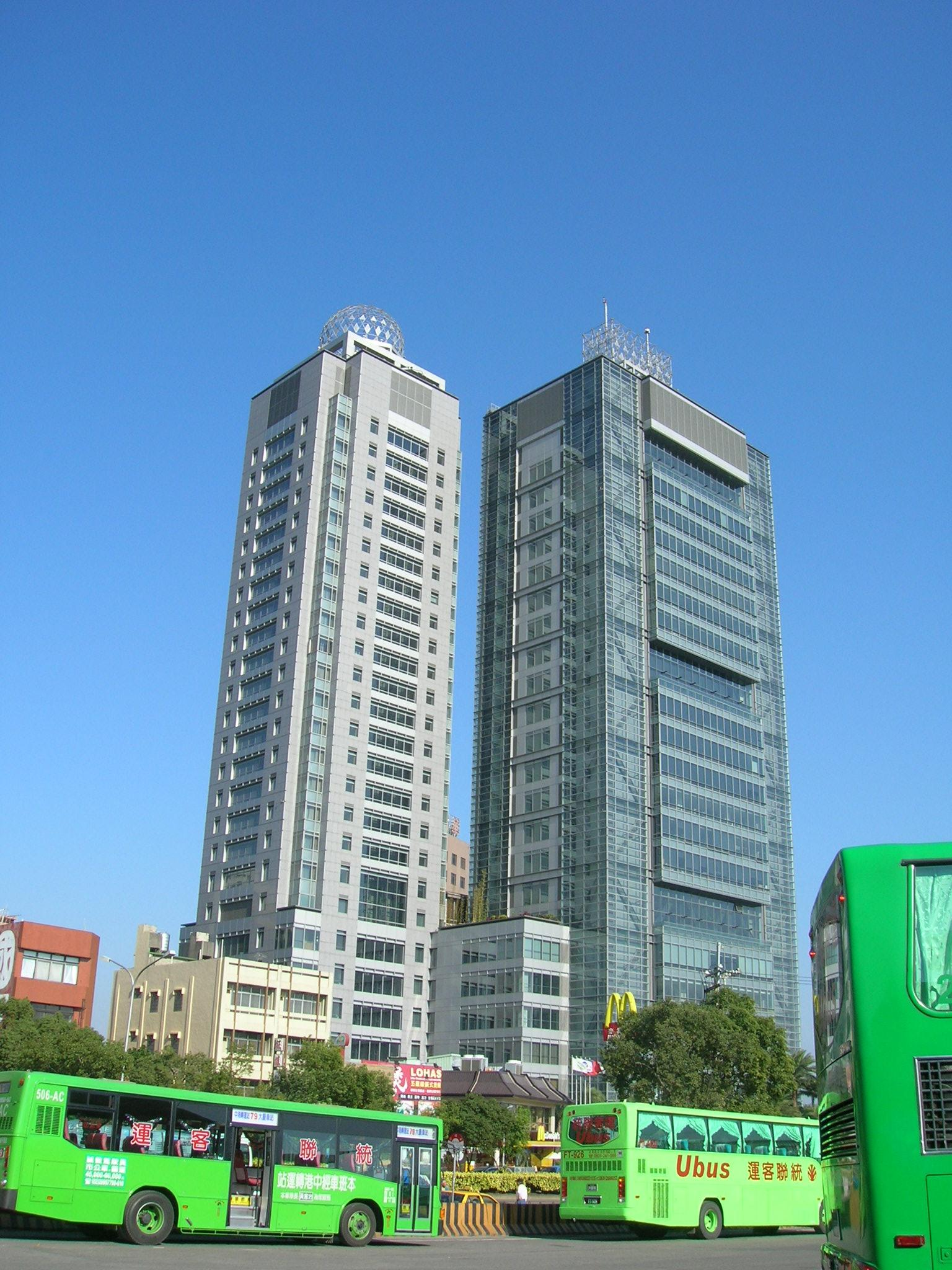
Hauptverwaltung in Taichung, Taiwan

Pou Chen ist ein Mischkonzern in Taiwan, der vor allem Schuhe, sowie OEM/ODM-Produkte aus dem Bereich Informationstechnologie (insbesondere TFT-LCD-Bildschirme) entwickelt, herstellt und weltweit vertreibt.
Konzernführendes Unternehmen der Pou Chen Group ist die Pou Chen Corporation (PCC) mit Sitz im Landkreis Changhua. Geleitet wird die 1969 von Tsai Chi-jui gegründete Unternehmensgruppe von mehreren Brüdern der Familie Tsai. In seiner Liste „Asia's Fab 50 Companies“ für 2007 führte das Forbes Magazine Pou Chen mit einer Marktkapitalisierung von 2,7 Mrd. US-Dollar und einem Umsatz von 5,8 Mrd. USD. Pou Chen ist an der Börse von Taiwan gelistet.

## Wichtige Beteiligungen (Auswahl)
- Yue Yuen Industrial (Holdings) Ltd., Sitz Hong Kong: weltgrößter Auftragshersteller für Sportschuhe (u. a. für Nike, adidas, Reebok, Asics, New Balance, Puma, Timberland und Rockport), stellt aber auch Sandalen, Trekking- und Arbeitsschuhe her (u. a. für Dr. Marten, Timberland, und Wolverine) sowie Schuhzubehör. Nachdem Pou Chen wegen ausbeuterischer Arbeitsbedingungen und Kinderarbeit in Skandale verwickelt war, wurde die Produktion zu Beginn der 2000er Jahre in die bereits 1988 in Hong Kong gegründete Tochtergesellschaft Yue Yuen ausgelagert; Forschung, Entwicklung und der Vertrieb (u. a. in fast 1000 eigenen Schuhläden in der VR China) werden weiter durch die Holding Pou Chen selbst betrieben. Der Geschäftsbereich Schuhe trägt etwa die Hälfte bis zwei Drittel zum Gesamtumsatz der Pou Chen Group bei.
- Elitegroup Computer Systems (ECS): einer der größten PC-Motherboard-Hersteller der Welt; ECS ist wiederum Eigentümer weiterer Unternehmen (z. B. des Notebook-Herstellers Uniwill Computer Corporation)
- diverse weitere Tochtergesellschaften (z. B. TDV Vision) und Joint Ventures (z. B. TechView Technology mit Quanta Computer, oder mit SVA) zur Herstellung von LCD-Monitoren.